# Спишска-Теплица
Спишска-Теплица (словац. Spišská Teplica) — село и одноимённая община в районе Попрад Прешовского края Словакии. В письменных источниках начинает упоминаться с 1280 года.

## География
Село расположено в западной части края, на правом берегу реки Попрад, при автодороге 3065. Абсолютная высота — 696 метров над уровнем моря. Площадь муниципалитета составляет 31,1 км².

## Население
По данным последней официальной переписи 2021 года, численность населения Спишска-Теплицы составляла 2253 человека.
Динамика численности населения общины по годам:
| Год:                | 1994 | 2004     | 2014     | 2024    |
| ------------------- | ---- | -------- | -------- | ------- |
| Количество человек: | 1666 | 1933     | 2236     | 2286    |
| Разница:            |      | +16,02 % | +15,67 % | +2,23 % |

Национальный состав населения (по данным переписи населения 2011 года):
| Национальность | Численность, человек |
| -------------- | -------------------- |
| словаки        | 1981                 |
| цыгане         | 16                   |
| чехи           | 11                   |
| немцы          | 3                    |
| русины         | 2                    |
| болгары        | 1                    |
| поляки         | 1                    |
| сербы          | 1                    |
| украинцы       | 1                    |
| другие         | 2                    |
| не указана     | 156                  |
| всего          | 2175                 |

По данным переписи 2021 года, в конфессиональном составе населения преобладали католики (81,4 %), также были представлены греко-католики (1,8 %), лютеране (1,8 %) и др. 12,7 % населения деревни составляли атеисты.